# Leptolaena gautieri
Sarcolaena gautieri – gatunek rodzaju Leptolaena z rodziny Sarcolaenaceae. Występującego naturalnie na Madagaskarze, na terenach dawnych prowincji Antsiranana oraz Toamasina (między innymi w Parku Narodowym Andasibe-Mantadia. 
Występuje na obszarze 94 706 km². Naturalnym siedliskiem są wiecznie zielone tropikalne lub subtropikalne lasy.
Według Czerwonej Księgi jest gatunkiem najmniejszej troski. Gatunek ten ma bardzo duży zasięg występowania oraz dużą populacje. Z tego powodu, mimo spadku populacji, ten gatunek jest wymieniony jako najmniejszej troski.